# Maydolong
Maydolong è una municipalità di quarta classe delle Filippine, situata nella Provincia di Eastern Samar, nella Regione del Visayas Orientale.
Maydolong è formata da 20 baranggay:
- Barangay Poblacion 1
- Barangay Poblacion 2
- Barangay Poblacion 3
- Barangay Poblacion 4
- Barangay Poblacion 5
- Barangay Poblacion 6
- Barangay Poblacion 7
- Camada
- Campakerit (Botay)
- Canloterio
- Del Pilar
- Guindalitan
- Lapgap
- Malobago
- Maybocog
- Maytigbao
- Omawas
- Patag
- San Gabriel
- Tagaslian